# 알레안드로 로시
알레안드로 로시(이탈리아어: Aleandro Rosi, 1987년 5월 17일 ~ )는 이탈리아의 축구 선수로서 포지션은 풀백, 윙어이다. 현재 페루자 소속으로 뛰고 있다.

## 우승 경력
로마
- 코파 이탈리아: 2006-2007
- 수페르코파 이탈리아나: 2006-2007